# کاروزریا گیا
کاروزریا گیا (انگلیسی: Carrozzeria Ghia؛ بنا نهاده ۱۹۱۶ در تورین) یک شرکت ایتالیایی طراحی و بدنه‌سازی خودرو است که توسط جاچینتو گیا و گاریجلیو با نام کاروزریا گیا اند گاریجلیو (به انگلیسی: Carrozzeria Ghia & Gariglio) بنیانگذاری شده‌است. مقر اصلی این شرکت در کورسو والنتینو ۴ در تورین قرار دارد.